# 鹿野嘉昭
鹿野 嘉昭（しかの よしあき、1954年11月4日 - ）は、日本の経済学者。博士（経済学）（大阪大学・1995年）。同志社大学経済学部教授。

## 人物・経歴
京都府出身。1977年同志社大学経済学部卒。1995年、博士（経済学）（大阪大学）の学位を取得。学位論文は「日本の銀行と金融組織」。
1990年日本銀行金融研究所調査役、1992年筑波大学社会工学系助教授、1994年日本銀行金融研究所調査役、1997年21世紀政策研究所研究主幹などを経て1999年から同志社大経済学部経済学科教授。日本経済新聞などでも論説を発表中。

## 著書
- 『日本の銀行と金融組織』東洋経済新報社 1994
- 『変貌する日本の金融制度』東洋経済新報社 1996
- 『日本の金融制度』東洋経済新報社 2001
- 『ハードランディングを求める日本経済 公正で透明な市場メカニズムを構築せよ』東洋経済新報社 2002
- 『日本の中小企業 CRDデータにみる経営と財務の実像』東洋経済新報社 2008
- 『藩札の経済学』東洋経済新報社 2011

### 共編著
- 『金融システム』酒井良清共著 有斐閣アルマ 1996
- 『金融政策』酒井良清,榊原健一共著 有斐閣アルマ 1999
- 『金融用語辞典 第4版』貝塚啓明,賀来景英共編 東洋経済新報社 2005
- 『金融論をつかむ』前多康男,酒井良清共著 有斐閣 2006